# Phymanthus rhizophorae
Phymanthus rhizophorae är en havsanemonart som först beskrevs av Mitchell 1890.  Phymanthus rhizophorae ingår i släktet Phymanthus och familjen Phymanthidae. Inga underarter finns listade i Catalogue of Life.